# Viaduto Procurador José Alves de Morais
O Viaduto Procurador José Alves de Morais é um viaduto que liga os bairros do Jacaré e do Sampaio, situados na Zona Norte da cidade do Rio de Janeiro. Com cerca de 440 m de extensão, estende-se desde o final Viaduto Engenheiro Armando Coelho de Freitas até o início da Rua Esperança.
A via, que possui duas faixas por sentido, tem a função de escoar o tráfego que entra e sai do Túnel Noel Rosa, que cruza a Serra do Engenho Novo. O viaduto integraria a Linha Verde, uma das vias expressas previstas no Plano Doxiadis que ligaria a Rodovia Presidente Dutra ao bairro carioca da Gávea.
A área sob o Viaduto Procurador José Alves de Morais possui um histórico de incêndios. Em maio de 2010, um incêndio de grandes proporções ocorrido em casas construídas sob o viaduto deixou mais de 25 famílias desabrigadas e mais de 250 famílias foram reassentadas posteriormente pela Prefeitura da Cidade do Rio de Janeiro. Outras ocorrências similares ocorreram na região nos anos de 2004, 2007 e 2011. Na área onde ficavam os barracos desapropriados surgiu, posteriormente, uma cracolândia.